# Nancy Mackay

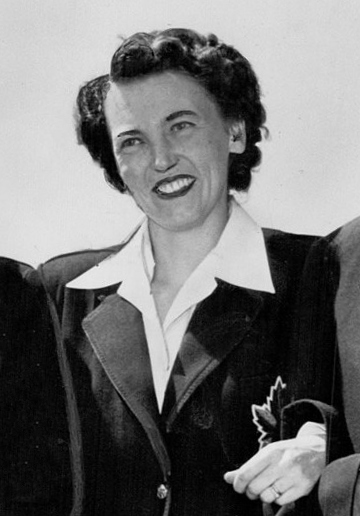
Nancy Mackay 1948

Nancy Mackay (* 16. Mai 1922; † 4. Januar 2024) war eine kanadische Sprinterin.
Bei den Olympischen Spielen 1948 in London gewann sie in 47,8 Sekunden die Mannschafts-Bronzemedaille in der 4-mal-100-Meter-Staffel zusammen mit ihren Teamkolleginnen Viola Myers, Diane Foster und Patricia Jones, hinter dem Team der Niederlande (Gold) und dem Team aus Australien (Silber).